# Coppa Agostoni 1966
La Coppa Agostoni 1966, ventesima edizione della corsa, si svolse il 19 ottobre 1966 su un percorso di 230 km. La vittoria fu appannaggio dell'italiano Felice Gimondi, che completò il percorso in 6h12'00", precedendo il belga Eddy Merckx ed il connazionale Franco Bitossi.
Sul traguardo di Lissone 30 ciclisti, su 117 partiti dalla medesima località, portarono a termine la competizione. 

## Ordine d'arrivo (Top 10)
| Pos. | Corridore         | Squadra                  | Tempo    |
| ---- | ----------------- | ------------------------ | -------- |
| 1    | Felice Gimondi    | Salvarani                | 6h12'00" |
| 2    | Eddy Merckx       | Peugeot-BP-Michelin      | s.t.     |
| 3    | Franco Bitossi    | Filotex                  | a 15"    |
| 4    | Antonio Albonetti | Salamini-Luxor TV        | s.t.     |
| 5    | Gerben Karstens   | Televizier-Batavus       | s.t.     |
| 6    | Jan Janssen       | Pelforth-Sauvage-Lejeune | s.t.     |
| 7    | Raymond Poulidor  | Mercier-BP-Hutchinson    | s.t.     |
| 8    | Lino Carletto     | Salamini-Luxor TV        | s.t.     |
| 9    | Franco Bodrero    | Legnano-Pirelli          | s.t.     |
| 10   | Vittorio Adorni   | Salvarani                | a 25"    |